# فدراسیون بوکس ایران
فدراسیون بوکس ایران یکی از فدراسیون‌های ورزشی زیرمجموعه وزارت ورزش و جوانان و متولی رشته ورزشی بوکس در ایران است.
این فدراسیون در سال ۱۳۲۱ توسط سازمان پیشاهنگی ایران تأسیس شد. 